# Leporicypraea
Leporicypraea is een geslacht van weekdieren uit de klasse van de Gastropoda (slakken).

## Soorten
- Leporicypraea geographica (Schilder & Schilder, 1933)
- Leporicypraea mappa (Linnaeus, 1758)
- Leporicypraea rosea (Gray, 1824)
- Leporicypraea valentia (Perry, 1811)